# Olympische Jugend-Sommerspiele 2014/Teilnehmer (Kiribati)
| Gelbes Symbol für Goldmedaillen mit stilisierten Olympischen Ringen | Graues Symbol für Silbermedaillen mit stilisierten Olympischen Ringen | Braundes Symbol für Bronzemedaillen mit stilisierten Olympischen Ringen |
| ------------------------------------------------------------------- | --------------------------------------------------------------------- | ----------------------------------------------------------------------- |
| —                                                                   | —                                                                     | —                                                                       |

Die Jugend-Olympiamannschaft aus Kiribati für die II. Olympischen Jugend-Sommerspiele vom 16. bis 28. August 2014 in Nanjing (Volksrepublik China) bestand aus drei Athleten. Sie konnten keine Medaille gewinnen.

## Athleten nach Sportarten

### Gewichtheben
Jungen
- Ruben Katoatau
Klasse bis 56 kg: 10. Platz

### Leichtathletik
| Mädchen - Margaret Beetaa 100 m: DNS (Finale) | Jungen - Kimwaua Makin 100 m: DNS (Finale) |